# Marco Ruffo
Marco Ruffo conosciuto come Marco Frjazin o  Fryazin (in russo Марк Фрязин?) (fl. XV-XVI secolo) è stato un architetto italiano, attivo a Mosca nel XV secolo.
L'appellativo Frjazin deriva dal russo antico фрязь (fryaz), фряжский (frjazhskij) che significa "straniero", "forestiero", ma anche più specificatamente "italiano", "genovese". Oltre a Marco Ruffo, infatti, molti altri italiani contemporanei ne sono stati fregiati: Ivan Frjazin (Giovan Battista Dalla Volpe), Antonio Frjazin (Antonio Gilardi), Bon Frjazin (Marco Bon), Aleviz Frjazin (Aloisio da Milano).

## Opere
Si ritiene che Marco Ruffo abbia operato a Mosca su invito di Ivan III di Russia fra il 1485 e il 1495. Ha progettato diverse torri del Cremlino, tra cui la Beklemishevskaya, la Spasskaya e la Nikolskaya. Nel 1491, insieme a Pietro Antonio Solari, Ruffo ha completato la costruzione del Palazzo delle Faccette (residenza dello zar ispirata all'architettura del Castello Sforzesco di Milano Cit. Storia della Russia - Orlando Figes Ed. Le Scie) .
Alla fine del XV secolo, Marco Ruffo lavorava come architetto militare a Milano, dove per conto di Ivan III, fu contattato dall'ambasciatore della Repubblica di Venezia. Iniziò così il viaggio verso la Russia e la costruzione del Cremlino.
Nel 1991, a Mosca è stato festeggiato il 500° del Palazzo delle Faccette in presenza di Rufo Ruffo, discendente di Marco Ruffo.